# No quiero lágrimas
No quiero lágrimas é uma telenovela mexicana, produzida pela Televisa e exibida em 1967 pelo Telesistema Mexicano.

## Elenco
- Silvia Derbez
- Guillermo Zetina
- Carlos Navarro
- Lupita Lara